# 쥬니어는 문제아
《쥬니어는 문제아》(영어: Problem Child)는 미국에서 제작된 데니스 두건 감독의 1990년 블랙 코미디 영화이다. 존 리터 등이 출연하였고, 로버트 사이먼즈 등이 제작에 참여하였다.
속편으로 《쥬니어는 문제아 2》(1991), 텔레비전 영화 《악동 쥬니어》(Problem Child 3: Junior in Love, 1995)가 있다.

## 출연진
- 존 리터
- 마이클 올리버
- 잭 워든
- 길버트 곳프리드
- 에이미 얘즈벡
- 마이클 리처즈
- 피터 주러식
- 데니스 두건

## 기타 제작진
- 미술: 조지 코스텔로
- 의상: 아일린 케네디